# Listă de filme italiene din 1919
Aceasta este o listă de filme italiene din 1919:

## Lista
| Titlu                               | Regizor         | Actori          | Gen | Note |
| ----------------------------------- | --------------- | --------------- | --- | ---- |
| ...La bocca mi bacio tutto tremante |                 |                 |     |      |
| L' Accidia                          |                 |                 |     |      |
| Adrianna Lecouvreur                 |                 |                 |     |      |
| L' Agguato della morte              |                 |                 |     |      |
| A Doll Wife                         | Carmine Gallone |                 |     |      |
| Redenzione                          | Carmine Gallone |                 |     |      |
| The Sea of Naples                   | Carmine Gallone | Alberto Capozzi |     |      |